# Мигове (филм, 2007)
Вижте пояснителната страница за други значения на Мигове.
Мигове (на английски: The Life Before Her Eyes) е американски филм от 2007 година на режисьора Вадим Перелман. Сценарият е адаптиран от Емил Стърн по едноименния роман на Лаура Касишке. Главните герои в него се изпълняват от Ума Търман и Евън Рейчъл Уд. Пуснат е по кината на 18 април 2008 година и се върти около спомените на една оцеляла след престрелка в последните дни от гимназията и това как връхлитащите я спомени от загубата на своята приятелка карат добре уредения ѝ живот да тръгне надолу петнадесет години по-късно.

## Сюжет
Внимание:  Текстът по-долу разкрива сюжета на произведението (или части от него)!
Изпълнената с фантазии, стремителна и буйна Даяна (Евън Рейчъл Уд) няма търпение нейният живот като възрастна да започне. Чакайки последните дни от гимназията в приятните пролетни дни, Даяна тества собствените си възможности със секс и наркотици, докато нейната приятелка Маурийн е на друго мнение за ценностите в живота и гледа на това под друг ъгъл. Тогава двете приятелки попадат сред стрелба в училище, подобна на тази в гимназията „Калъмбайн“, и са подложени на непосилен избор. Само една от тях ще оцелее...
15 години по-късно Даяна (Ума Търман) вече е женена и има своя дъщеря. Мемориала в памет на загиналите и оцелелите в този кървав ден, който предстои в бившето ѝ училище връща стари спомени каращи миналото и настоящето да се преплитат. Нейният съпруг и дъщера започват все повече да се отдалечават от живота на Даяна и тя започва да се разкъсва между тях.
Центъра на събитията, както в новела така и във филма е загубата на живота в тази престрелка. Лаура и Владим Перелеман по интересен начин се доближават бавно до този момент и постепенно започват да излизат наяве шокиращи разкрития за Даяна.
През целия филм предполагаме, че Маурийн е тази от двете приятелки, които загиват в деня, когато техният съученик застава пред тях насочил автомат в женската тоалетна в училище и ги поставя пред този избор. Въпреки това в края на филма се разкрива факта, че в действителност Даяна е тази, която бива простреляна. Сцените в които я виждаме като възрастна заедно със своят съпруг и дъщеря в действителност не са се случили; това е живота на Даяна преминал пред очите и когато тя се среща лице в лице със смъртта, което е подсказано и в заглавието на филма.

## Актьорски състав
- Ума Търман като Даяна
- Евън Рейчъл Уд като младата Даяна
- Ева Амури като Маурин
- Габриеле Бренън като Ема
- Брет Кълън като професор Пол МакФий
- Оскар Айзък като Маркъс
- Джон Магаро като Майкъл Патрик
- Моли Прайс като майката на Даяна
- Изабела Китинг като майката на Маурин

## Премиера
Филмът дебютира на Филмовия фестивал в Торонто на 8 септември 2007 година. Официално ограничено разпространение по кината в Щатите получава през април следващата година. В България е пуснат директно на ДВД на 5 октомври 2009 година.